# قائمة أنواع الضرعاء
يوجد عدة أنواع من جنس الضرعاء منها:	
- ضرعاء أرجوانية (الاسم العلمي: Mammillaria purpuracea)
- ضرعاء باسيفيكية (الاسم العلمي: Mammillaria pacifica)
- ضرعاء جزيرية (الاسم العلمي: Mammillaria insularis)
- ضرعاء خريفية (الاسم العلمي: Mammillaria autumnalis)
- ضرعاء خضراء الأزهار (الاسم العلمي: Mammillaria viridiflora)
- ضرعاء ذهبية (الاسم العلمي: Mammillaria aurea)
- ضرعاء رأس الرجاء (الاسم العلمي: Mammillaria capensis)
- ضرعاء شكيلة (الاسم العلمي: Mammillaria formosa)
- ضرعاء صغيرة (الاسم العلمي: Mammillaria nana)
- ضرعاء صلبة (الاسم العلمي: Mammillaria robusta)
- ضرعاء صوفية (الاسم العلمي: Mammillaria lanata)
- ضرعاء ضرعية (الاسم العلمي: Mammillaria mammillaris)
- ضرعاء طويلة الأزهار (الاسم العلمي: Mammillaria longiflora)
- ضرعاء عارية (الاسم العلمي: Mammillaria nuda)
- ضرعاء عامودية (الاسم العلمي: Mammillaria columnaris)
- ضرعاء عملاقة (الاسم العلمي: Mammillaria gigantea)
- ضرعاء كروية (الاسم العلمي: Mammillaria sphaerica)
- ضرعاء كولومبية (الاسم العلمي: Mammillaria columbiana)
- ضرعاء لحوية (الاسم العلمي: Mammillaria barbata)
- ضرعاء متطاولة (الاسم العلمي: Mammillaria elongata)
- ضرعاء مذنبة (الاسم العلمي: Mammillaria crinita)
- ضرعاء مضغوطة (الاسم العلمي: Mammillaria compressa)
- ضرعاء ملتبسة (الاسم العلمي: Mammillaria ambigua)
- ضرعاء منتشرة (الاسم العلمي: Mammillaria prolifera)
- ضرعاء منجلية (الاسم العلمي: Mammillaria falcata)
- ضرعاء مهملة (الاسم العلمي: Mammillaria neglecta)
- ضرعاء نحيلة (الاسم العلمي: Mammillaria gracilis)
- ضرعاء هرمية (الاسم العلمي: Mammillaria pyramidalis)
- ضرعاء وردية بيضاء (الاسم العلمي: Mammillaria roseoalba)